# Vicky Neale
Vicky Neale (1984 - 3 de maio de 2023) foi uma matemática britânica, cuja área de pesquisa era a teoria dos números.

## Percurso
É Whitehead Lecturer no Instituto de matemática da Universidade de Oxford e Supernumerary Fellow no Balliol College. Sua área de pesquisa é teoria dos números. Autora do livro de 2017 Closing the Gap: The Quest to Understand Prime Numbers, foi entrevistada em diversos programas de rádio da BBC como especialista em matemática. Adicionalmente, tem escrito para The Conversation e The Guardian. Suas outras atividades educacionais e de divulgação incluem palestras no programa de ensino médio PROMYS Europe e auxílio na organização da European Girls' Mathematical Olympiad.
Neale obteve um PhD em 2011 na Universidade de Cambridge. Sua tese de doutorado, orientada por Ben Green, investigou o problema de Waring. Ela então lecionou em Cambridge enquanto era diretora de estudos em matemática no Murray Edwards College, antes de se mudar para Oxford no verão de 2014.

## Ligações Externas
- Why Study Mathematics (with Vicky Neale) - Numberphile Podcast